# Passiflora subpurpurea
Passiflora subpurpurea là một loài thực vật thuộc họ Passifloraceae. Đây là loài đặc hữu của Ecuador.